# 노예제에 대한 이슬람교의 견해

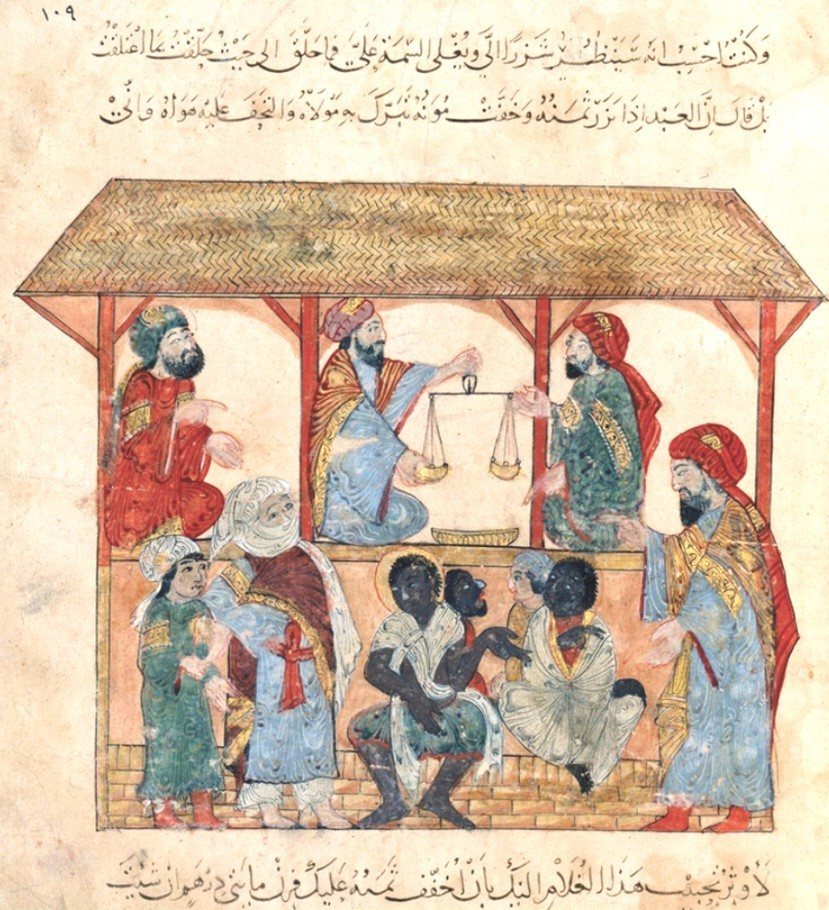
13세기 예멘의 노예 시장. 샤리아에서 노예와 첩은 소유물의 일종으로 간주된다. 주인은 노예와 첩을 팔거나, 유증하거나, 증여하거나, 담보로 제공하거나, 공유하거나, 임대하거나, 돈을 벌도록 강요할 권리를 가진다.

노예제에 대한 이슬람교의 견해는 복잡하고 다면적인 이슬람교 사상을 대표하며, 다양한 이슬람교 단체나 사상가들이 이 문제에 대해 역사 전반에 걸쳐 근본적으로 다른 견해를 옹호하고 있다. 쿠란과 하디스(무함마드의 언급)는 노예에 관한 법률이 파생된 샤리아에 사용되는 출처이다.
쿠란은 노예의 권리를 광범위하게 설명하지 않고 노예 해방의 미덕을 강조한다. 쿠란은 노예가 해방될 수 있는 다양한 방법을 언급한다: 일반적인 선행, 자카트의 사용, 계약을 통한 그리고 죄에 대한 속죄로서.
시아파와 수니파가 다른 하디스는 노예제를 사회의 일부로 가정하지만 이를 예외적인 조건으로 보고 그 범위를 제한하면서 노예제를 광범위하게 다루고 있다. 하디스는 이슬람 사회의 비무슬림, 무슬림인 딤미의 노예화를 금지했다. 이들은 또한 노예가 투옥되었거나 이슬람 통치의 국경 너머에 매수된 비 무슬림이거나 이미 포로 상태에 있는 노예의 아들과 딸인 경우에만 합법적인 것으로 간주했다.
초기에 이슬람교로 개종한 사람들 중 상당수는 가난하고 노예였던 사람들이었다. 주목할만한 예 중 하나는 최초의 무아딘으로 유명한 빌랄 이븐 라바이다. 현대에는 다양한 무슬림 조직이 노예 제도의 허용을 거부했으며 이후 모든 무슬림 대다수 국가에서 노예제를 폐지했다. 그러나 일부 이슬람 극단주의 단체들은 활동 중 노예제를 부활시키려 시도하기도 하였다.

## 같이 보기
- 아부 바크르 알시디크

## 참고 문헌
- Levy, Reuben (1957). 《The Social Structure of Islam》. UK: Cambridge University Press. ISBN 9780521091824.